# Bartter-Syndrom
Das Bartter-Syndrom ist eine äußerst seltene vererbte Krankheit der Niere. Befallen sind dabei die aufsteigenden Äste der Henle-Schleifen in den Nieren. Es kommt zum Salzverlust-Syndrom, zu einer hypokaliämischen metabolischen Alkalose und zum sekundären Hyperaldosteronismus bei normalem oder niedrigem Blutdruck. Neben der klassischen Form gibt es eine antenatale Form des ungeborenen Fötus mit Polyhydramnion. Es handelt sich um eine Tubulopathie, bei der es nicht zur Niereninsuffizienz kommt.

## Beschreibung
Es besteht ein Defekt des Furosemid-sensitiven Na+/K+/2Cl−-Kotransporters (NKCC2, Typ  I; auch BSC1 genannt) [oder des apikalen K+-Kanals (ROMK; Typ  II) oder des basolateralen Cl−-Kanals (CLCKB, Typ III), die mit dem Na+/K+/2Cl−-Kotransport bei der Resorption von NaCl im Verdünnungssegment kooperieren] im aufsteigenden Ast der Henle-Schleife der Niere. Dadurch können Natrium-Ionen nicht genügend rückresorbiert werden, wodurch der Blutdruck abfällt. Dies führt einerseits via Pressorezeptoren der Aorta zur Katecholaminausschüttung und andererseits wegen geringerer Durchblutung der Vasa afferentia zu einer Ausschüttung von Renin und es entsteht ein hyperreninämischer Hyperaldosteronismus.
Typ IV ist durch einen Defekt in Barttin, der essentiellen β-Untereinheit des ClC-K-Kanals, gekennzeichnet, der außer in der basolateralen Membran der Henle-Schleife auch in der basolateralen Membran der Stria vascularis im Innenohr exprimiert wird. Dieser Phänotyp zeigt eine zusätzliche Taubheit, da die Produktion der K+-reichen Endolyphe gehemmt ist.
Bei Typ V liegt eine Mutation im CaSR (extrazellulärer Calcium-Ion-Sensing-Rezeptor) vor, der die NKCC2 und den ROMK inhibiert.
Das Hyperprostaglandin-E-Syndrom ist eine Kombination aus den Typen I, II und III.

## Häufigkeit
Die Krankheit ist mit einer Auftrittswahrscheinlichkeit (Prävalenz) von 1 bis 9 : 1.000.000 sehr selten.

## Genetik
Der Erbgang der Typen I bis IV ist autosomal-rezessiv. Typ V wird dagegen autosomal-dominant vererbt.
Bisher wurden fünf verschiedene Gene gefunden, die bei der Entstehung des Bartter-Syndrom involviert sind:
| Bartter-Syndrom | Chromosom Genlocus    | Gen     | kodiertes Protein |
| --------------- | --------------------- | ------- | ----------------- |
| Typ I           | Chromosom 15q15-q21.1 | SLC12A1 | NKCC2             |
| Typ II          | Chromosom 11q21-25    | KCNJ1   | ROMK              |
| Typ III         | Chromosom 1p36        | ClCNKb  | ClCN-Kb           |
| Typ IV          | Chromosom 1p31        | BSND    | Barttin           |
| Typ V           | Chromosom 3q13.3-q21  | CASR    | CaR               |

## Symptome
Der Blutdruck ist typischerweise trotz erhöhtem Renin und Aldosteron erniedrigt. Bei erniedrigten Kaliumwerten kommt es zur metabolischen Alkalose und zum Salzverlust. Dehydratation, Erbrechen und Polyurie sind möglich. Als Folge des Hyperaldosteronismus entstehen eine Hypokaliämie sowie eine metabolische Alkalose.
Weitere Symptome sind:
- Verlangen nach Kochsalz
- Muskelkrämpfe
- Muskelhypotonie (Muskelschwäche) bis zur Bewegungsunfähigkeit
- Zittern, Taubheitsgefühle in den Fingern/Zehen, brennende Füße
- Migräneartige Kopfschmerzen, Verwirrtheit, Erinnerungsstörungen, Schwindelgefühl
- Gelenkschmerzen, Magenkrämpfe

## Differentialdiagnose der Harnkonzentrierungsstörungen
|                    | Bartter-Syndrom                                                   | Schwartz-Bartter-Syndrom                                                                             | Diabetes insipidus centralis                                                              | Diabetes insipidus renalis                                                           |
| ------------------ | ----------------------------------------------------------------- | --- | ----------------------------------------------------------------------------------------- | ------------------------------------------------------------------------------------ |
| Pathophysiologie   | Kanaldefekt in der Niere (Na+/K+/2Cl−-Symporter, ROMK oder CLCKB) | unangemessen hohe ADH-Sekretion → Aquaporineinbau ↑                                                  | unzureichende ADH-Sekretion → Aquaporineinbau ↓                                           | ADH-Typ 2-Rezeptordefekt → Aquaporineinbau ↓ oder Aquaporindefekt                    |
| Ätiologie          | erblich (autosomal-rezessiv)                                      | 1. paraneoplastisch (kleinzelliges Bronchialkarzinom) 2. sekundär bei Infektionen oder ZNS-Störungen | 1. idiopathisch (ca. 1/3 der Fälle) 2. sekundär bei Tumoren, nach Trauma, bei Infektionen | 1. erblich (X-chromosomal- oder autosomal-rezessiv) 2. erworben bei Nierenerkrankung |
| Klinik             | Salzappetit, Muskelschwäche und Muskelschmerzen, Krämpfe          | ZNS-Symptomatik, Muskelschwäche und Muskelschmerzen, Krämpfe                                         | erhöhte Urinmenge, erhöhte Trinkmenge                                                     | erhöhte Urinmenge, erhöhte Trinkmenge                                                |
| Labor              | Serum: Na+ ↓, K+ ↓, Osmolalität ↓, pH-Wert ↑                      | Serum: ADH ↑, Na+ ↓, K+ ↓, Osmolalität ↓, pH-Wert ↑                                                  | Serum: ADH ↓, Na+ ↑, Osmolalität ↑                                                        | Serum: ADH ↔, Na+ ↑, Osmolalität ↑                                                   |
| Labor              | Urin: Na+ ↑, K+ ↑, Osmolalität ↑                                  | Urin: Na+ ↑, Osmolalität ↑                                                                           | Urin: Na+ ↓, Osmolalität ↓                                                                | Urin: Na+ ↓, Osmolalität ↓                                                           |
| Weitere Diagnostik | Nachweis eines sekundären Hyperaldosteronismus                    | | 1. Durstversuch: ADH ↔ 2. Desmopressin-Test: Urin-Osmolalität ↑                           | 1. Durstversuch: ADH ↑ 2. Desmopressin-Test: Urin-Osmolalität ↔                      |

## Therapie
Es wird versucht, durch Infusionen den Kaliumspiegel und den Natriumspiegel zu heben. Außerdem können Aldosteronantagonisten sowie Prostaglandinsynthesehemmer (z. B. Indometacin) eingesetzt werden.

## Antenatales Bartter-Syndrom
Auch das antenatale Bartter-Syndrom wird meist autosomal-rezessiv vererbt. Es wurden dieselben Loss-of-Function-Mutationen wie bei der klassischen Form beschrieben. Durch den Salzverlust im dicken aufsteigenden Ast der Henle-Schleife kommt es in utero zu einer massiven Polyurie und einem schweren Polyhydramnion, welches in der Regel zu einer Frühgeburt führt. Die Behandlung umfasst vor allem einen Flüssigkeits-Ausgleich und eine Salzsupplementierung jeweils antepartal bei der Schwangeren. Nichtsteroidale Entzündungshemmer werden beim Neugeborenen aufgrund der möglichen schweren unerwünschten Nebenwirkungen in der Nachgeburtsphase (postnatal) nur vorsichtig eingesetzt. Eine postpartale Therapie der Mutter ist nicht erforderlich.
Daneben beschrieb eine Marburger Arbeitsgruppe 2016 eine transiente Form des antenatalen Bartter-Syndroms mit einem X-chromosomalen Erbgang, ausgelöst durch eine Mutation des Gens für das "Melanoma-assoziierte Antigen D2" (MAGE-D2) im Bereich Xp11.2. Die genaue molekulare Funktion dieses Proteins ist nicht bekannt. Es bindet an Chaperon Hsp-40 und an zytoplasmisches Gs-alpha-Protein und ist an der Zellzyklus-Regulation, an der Apoptose und an der Neurogenese beteiligt. Außerdem ist es mit einigen Karzinomen assoziiert. Die klinische Implikation ist vor allem, dass die risikoreiche postnatale Therapie des Bartter-Syndroms nicht notwendig ist.

## Geschichte
Das Bartter-Syndrom wurde erstmals 1962 von dem US-amerikanischen Endokrinologen Frederic Bartter (1914–1983) beschrieben.